# Malinowo (powiat siemiatycki)
Malinowo – wieś w Polsce położona w województwie podlaskim, w powiecie siemiatyckim, w gminie Dziadkowice.
W latach 1975–1998 miejscowość należała administracyjnie do województwa białostockiego. Wieś rolnicza zajmująca się głównie chowem bydła i produkcji mleka.
Wierni kościoła rzymskokatolickiego należą do parafii Trójcy Przenajświętszej w Dziadkowicach.